# 机场快线 (曼谷)

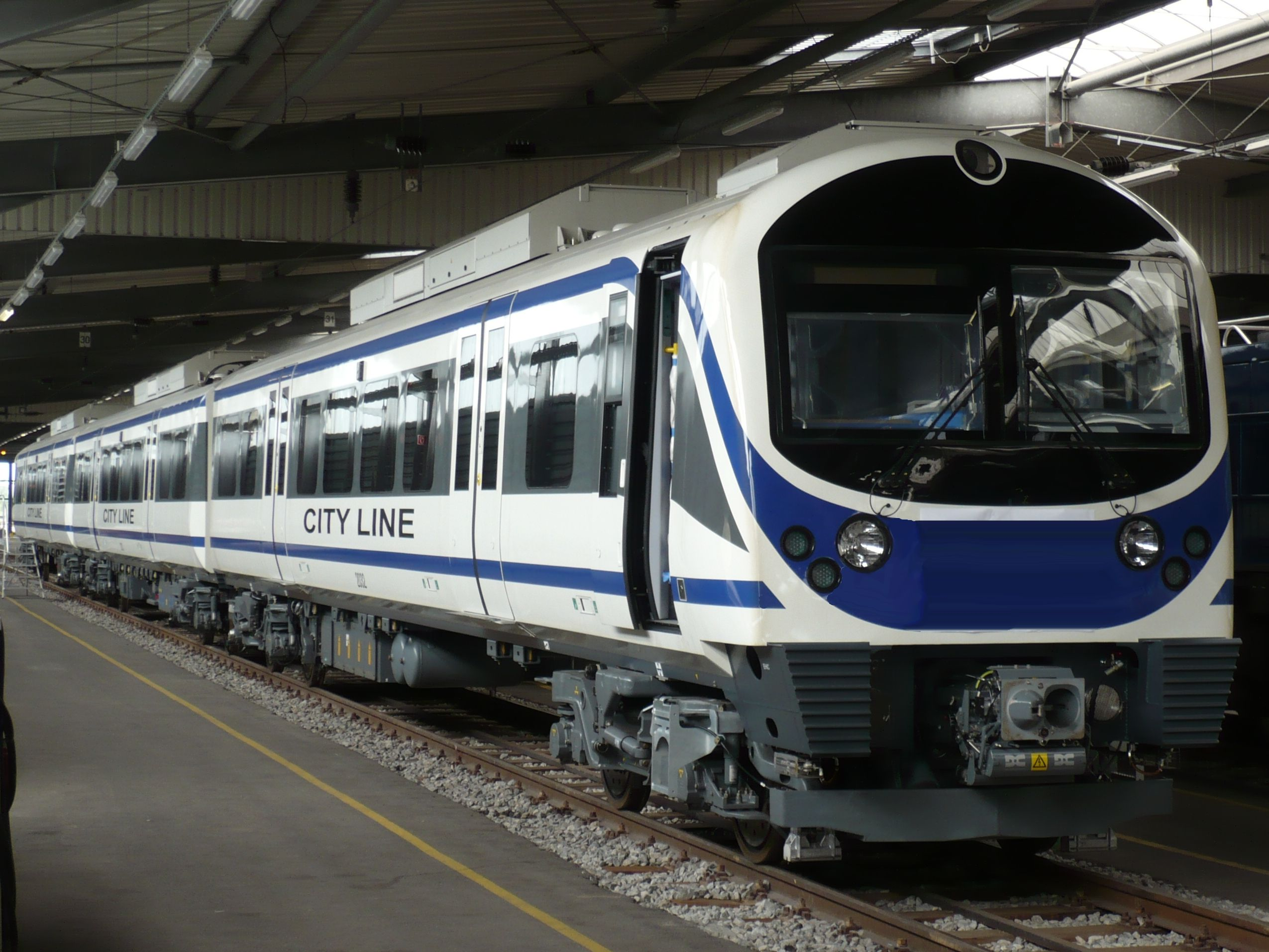
城市線（西門子Desiro 360/2型）

曼谷機場鐵路（英語：Airport Rail Link, ARL），又譯為蘇萬納普機場鐵路（音素換寫：Rt̄hfịf̂ā cheụ̄̀xm th̀āxākāṣ̄yān s̄uwrrṇp̣hūmi）是蘇凡納布機場途徑玛卡珊站連接曼谷市中心拍耶泰站的通勤鐵路。
機場快線大部分線路高架路段在東線上。除機場站外，站點與原東線重疊，全長28.6公里，由泰國國家鐵路局擁有及其電氣化列車子公司（SRT Electrified Train, SRTET）營運。這是繼曼谷大眾運輸系統（BTS SkyTrain）及曼谷地鐵後，第4條通勤鐵路線。運行的服務包括2條不停站往來目甲訕和機場（Express Line 紅色列車），以及各站停的通勤型城市線路（City Line 藍色列車）。不停站往來披耶泰和機場的特快線列車自2014年4月14日起暫停服務。而不停站往來目甲訕的機場特快線列車因列車短缺的理由於2014年9月起暫停服務，直至另行通知。
自2021年起，機場快線的服務改由Asia Era One公司(AERA1)營運。

## 歷史
2005年1月，蘇凡納布機場鐵路合約簽訂，並於同年7月動工興建。本線由B Grimm、STECON及西門子公司聯合興建，並由泰國國家鐵路局（SRT）擁有及營運。本線興建成本約為259億泰銖。
本線大致依隨在1997年由合和實業投資，但沒有按完成工程的曼谷高架公路及鐵路系統（BERTS）的定線興建，雖然泰國國家鐵路局沿用原屬BERTS的橋樑，但其中25條被拆除，並改用全新的。
本線原計劃於2006年完工，但由於受到合和實業提出的訟訴和收地問題影響，以致工程進度延誤。工程現已大致上完成，並預計於2009年8月12日起投入服務。但由於目甲訕站的行李預辦登機服務未完全準備妥當，因此須延遲通車。
不停站往來披耶泰和機場的特快線列車自2014年4月14日起暫停服務。
2014年9月，往來目甲訕和機場的特快線列車因列車短缺的理由而暫停服務，直至另行通知；與此同時，目甲訕車站的行李預辦登機服務亦暫停服務。
本線亦有計劃作進一步延長至廊曼（舊曼谷國際機場的工地，經挽賜車站），並在蘇凡納布國際機場站預留空間，以便第二客運大樓啟用時，可再作延伸。

## 規格
本線全長28.6公里，除機場總站設於地底外，其餘全線均建在高架橋上，採用標準軌距，組成了曼谷近郊铁路浅红线的東段。列車最高營運速度為每小時160公里，但由於城市線的站距較短，故不會達到此速度。

### 車站
所有車站月台可容納10節車廂，部分裝設有月台幕門。

### 供電系統
採用25,000伏特交流電，以架空電纜形式供電。

### 列車型號
共有9抽列車，全數由德國西門子製造，型號是Desiro 360/2型。其中5抽列車會服務城市線，每抽列車有3節車廂；其餘4抽列車服務特快線，每抽列車設有4節車廂，其中一節車廂是行李車。

### 列車種類
- 快速輕軌（Express Line）
  - 不停站來往機場及市區目甲訕站，全程行車時間約15分鐘。﹙於2014年九月起暫停服務，直至另行通知﹚
  - 不停站來往機場及市區披耶泰車站，全程行車時間約18分鐘。（現已暫停服務）
- 城市線（City Line）
  - 共8個車站（包括起點及終點站在內），來往機場及披耶泰車站，各站停車，全程行車時間約27分鐘[3]。

## 行車資訊

### 路線
| A1 | 素万那普站 | สุวรรณภูมิ  | Suvarnabhumi                  | 終點站 · 曼谷素万那普国际机场                |
| A2 | 莱卡邦站   | ลาดกระบัง | Lat Krabang                   | SRT東線 叻甲挽站                             |
| A3 | 班塔昌站   | บ้านทับช้าง | Ban Thap Chang                | SRT東線 挽塔昌站                             |
| A4 | 华玛站     | หัวหมาก   | Hua Mak                       | SRT東線 華目站 MRT 华玛站                    |
| A5 | 兰甘亨站   | รามคำแหง | Ramkhamhaeng                  | SRT東線 素坤逸71站 空盛桑運河快船 蘭甘亨 1站 |
| A6 | 目甲訕站   | มักกะสัน   | Makkasan（City Air Terminal） | MRT 碧武里站 SRT東線 阿速站 空盛桑運河快船   |
| A7 | 叻猜巴洛站 | ราชปรารภ | Ratchaprarop                  | SRT東線 叻猜巴洛站                           |
| A8 | 帕亚泰站   | พญาไท    | Phaya Thai                    | BTS 披耶泰車站                               |

### 車費
- 特快列車：
  - 往返目甲訕站每位150泰銖
  - 往返披耶泰站單程每位90泰銖，來回每位150泰銖（來回票有效期發票日起兩星期，現已暫停服務）
- 城市列車：每位15-45泰銖，按距離定價。

單程票（Single Journey Token）出閘時由閘機回收，不與市內BTS、MRT、BRT等其他交通系統通用。同時有儲值卡（Smart Pass）出售，每張230泰銖，內含押金30泰銖和可用儲值170泰銖。每次增值以100泰銖倍數遞增，最高限額為1000泰銖。目前該儲值卡沒有特別優惠，也不適用與市內BTS、MRT、BRT等其他交通系統。

### 服務時間及班次
由2013年10月1日起，每日06:00-00:00
- 特快列車：往返目甲訕站每45分鐘一班，往返披耶泰站每60分鐘一班（工作日10：00-午夜，週末06：00-午夜，現已暫停服務）
- 城市列車：每12到15分鐘一班

### 行車時間
- 特快列車：約15分鐘（蘇凡納布機場往返目甲訕）、約17分鐘（蘇凡納布機場往返披耶泰，現已暫停服務）
- 城市列車：約28分鐘（蘇凡納布機場往返披耶泰）

## 未來發展

### 路線
| A1 | 素万那普站         | สุวรรณภูมิ             | Suvarnabhumi                                | 終點站 · 曼谷素万那普国际机场                                                     |
| A2 | 莱卡邦站           | ลาดกระบัง            | Lat Krabang                                 | SRT東線 叻甲挽站                                                                  |
| A3 | 班塔昌站           | บ้านทับช้าง            | Ban Thap Chang                              | SRT東線 挽塔昌站                                                                  |
| A4 | 华玛站             | หัวหมาก              | Hua Mak                                     | 東線 華目站 MRT 华玛站                                                            |
| A5 | 兰甘亨站           | รามคำแหง            | Ramkhamhaeng                                | SRT東線 素坤逸71站 空盛桑運河快船 蘭甘亨 1站                                      |
| A6 | 玛卡珊站           | มักกะสัน              | Makkasan（City Air Terminal）               | MRT 碧武里站 SRT東線 阿速站 空盛桑運河快船                                        |
| A7 | 拉察巴洛站         | ราชปรารภ            | Ratchaprarop                                | SRT東線 叻猜巴洛站 MRT 叻猜巴洛站                                                 |
| A8 | 帕亚泰站           | พญาไท               | Phaya Thai                                  | BTS 披耶泰站                                                                      |
|    | 曼谷阿皮瓦中央車站 | สถานีกลางกรุงเทพอภิวัฒน์ | Krung Thep Aphiwat Central Railway Terminal | 中泰鐵路 SRT 曼谷SRT暗紅線 SRT 曼谷SRT浅紅線 SRT東北線 SRT南線 SRT北線 MRT 挽賜站 |
|    | 廊曼站             | ดอนเมือง             | Don Muang                                   | SRT 曼谷SRT暗紅線 SRT東北線 SRT南線SRT北線                                        |

## 外部連結
- 官方網站